# 高岡大仏
座標: 北緯36度44分44.3秒 東経137度1分1.9秒 / 北緯36.745639度 東経137.017194度

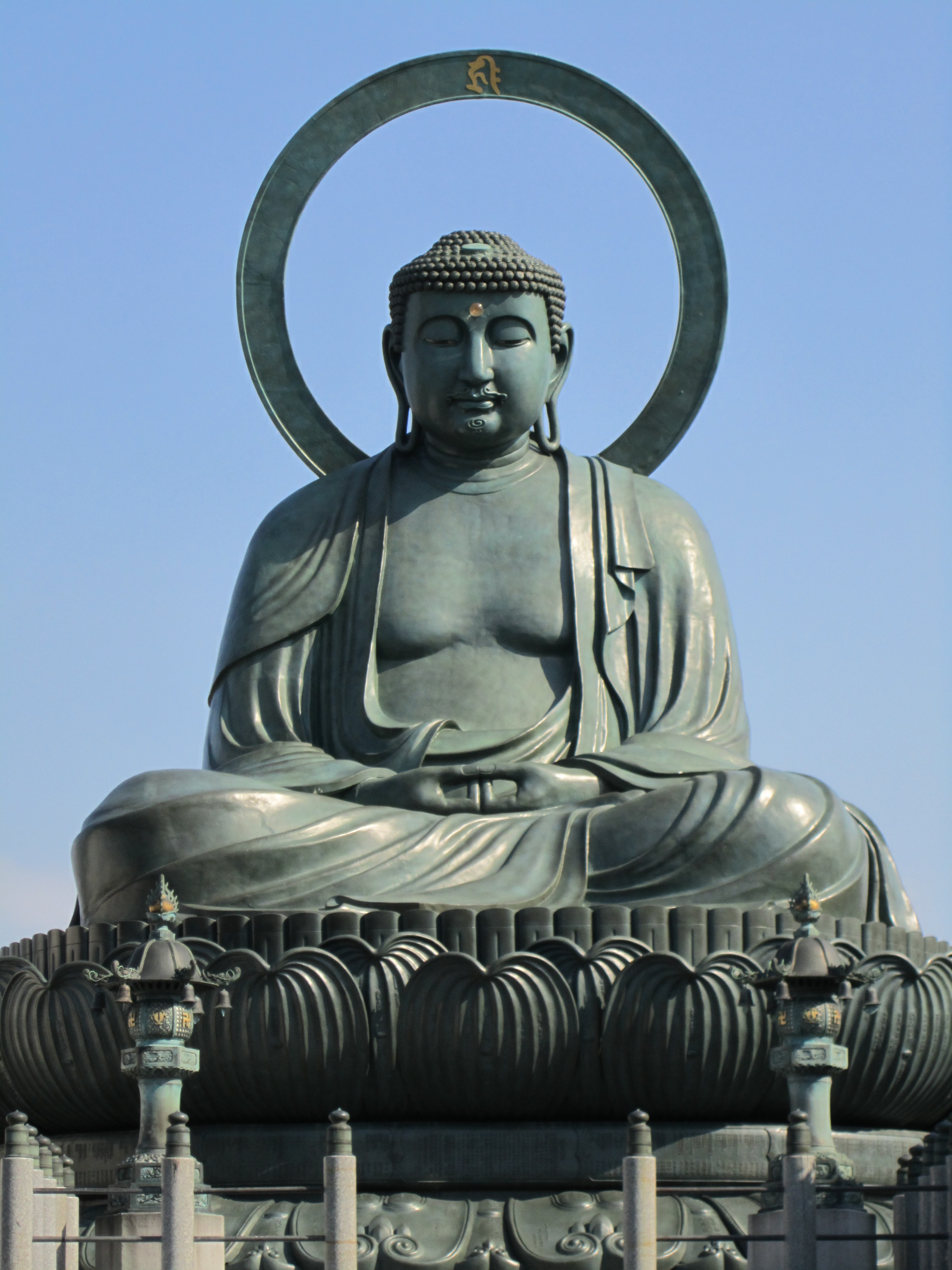
高岡大仏

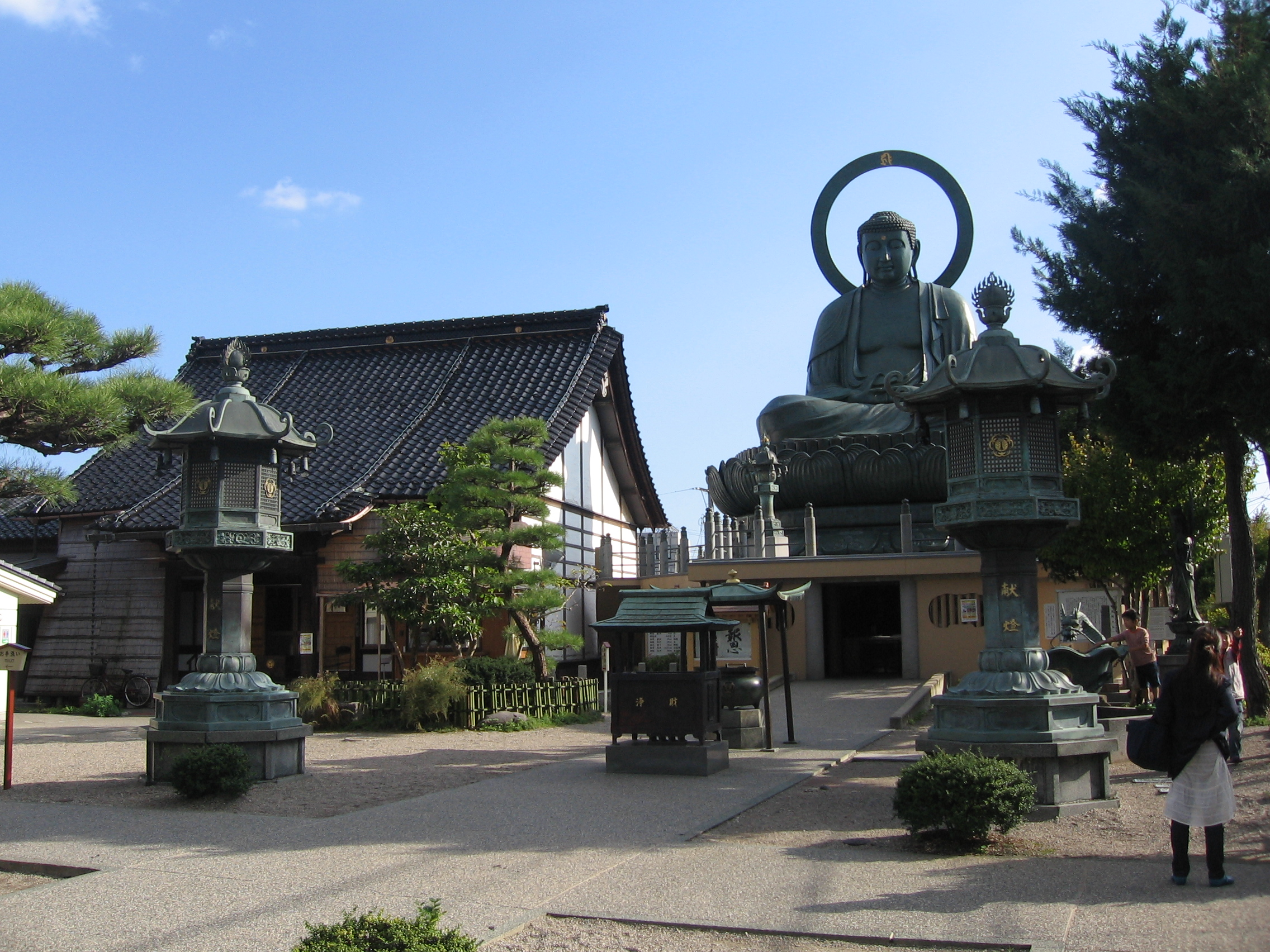
大佛寺

高岡大仏（たかおかだいぶつ）は、富山県高岡市大手町の大佛寺にある銅製阿弥陀如来坐像。

## 概要
台座の内部には回廊があり地獄絵などが展示されていて、中央の部屋には1900年に焼失した木造大仏の頭部が鎮座している。高岡大仏は高岡銅器の職人の技術の結晶と言えるもので、高岡市の象徴的な観光地となっている。高岡市指定有形文化財に指定されている。
奈良大仏、鎌倉大仏に並ぶ日本三大仏を称する。また、小杉大仏、庄川大仏と共に越中三大仏の一つ。なお、江戸時代には奈良大仏（像高約14.7m）、鎌倉大仏（像高約11.39m）、方広寺大仏（京の大仏、像高約19m、1973年火災により焼失）の三尊が日本三大仏と称されていた。
1933年、歌人の与謝野晶子が高岡を訪れた際に、高岡大仏を「鎌倉大仏より一段と美男」と評したとも伝わり、端正な顔立ちの大仏と言われる。

## 歴史
- 1221年 - 源義勝によって約4.8mの木造大仏が二上山の麓に建立される[7]。
- 1609年 - 前田利長によって高岡開町。それと共に1221年に建立された大仏を城下に移転。後に焼失[7]。
- 1745年 - 坂下町の極楽寺の第15代住職である等誉上人の手で、高さ約9.7mの金色の木造大仏が再建される[7]。
- 1821年 - 1745年に再建された大仏が焼失する。
- 1841年 - 大仏が再建される。
- 1900年 - 高岡大火が発生し、大仏も焼失する。
- 1907年 - 火に強い大仏の再建を望む声が高まる。松木宗左衛門が発願し、高岡銅器の職人の協力のもと、現在の大仏の建立が始まる。
- 1932年 - 荻布宗四郎などの協力を得て、新しい大仏がほぼ完成。
- 1933年5月3日 - 5月5日 - 新しい大仏が完成。開眼供養が行われる[8]。
- 1958年9月 - 円光背が取り付けられる。
- 1980年 - 補修が行われ、現在の場所に移動（約11m後退）。
- 1981年
  - 　4月15日 - 「銅造阿弥陀如来坐像」として高岡市指定有形文化財に指定[1]。
  - 4月19日 - 修補大工事が竣工[9]。
- 2007年 - 再び補修が行われる。

## 諸元
- 全体の高さ 15m85cm
- 坐像の高さ 7m43cm
- 顔の大きさ 2m27cm
- 白毫の直径 15cm
- 螺髪の数 648個
- 螺髪の直径 9cm
- 肉髻の直径 45cm
- 目の長さ 36cm
- 鼻孔の大きさ 30cm
- 耳の長さ 1m21cm
- 髭の長さ 60cm
- 手の長さ 2m12cm
- 指の太さ 64cm
- 円光背の外径 4m54cm
- 円光背の内径 3m64cm
- 円光背の幅 45cm
- 円光背の厚さ 15cm
- 蓮弁の数 64枚
- 蓮弁の幅 1m21cm
- 蓮弁の長さ 2m
- 総重量 65t

## 交通アクセス
高岡市の中心市街地に位置している。最寄り駅である万葉線の坂下町停留場には、「高岡大仏口」という副駅名が付いている。
- 西日本旅客鉄道・あいの風とやま鉄道 高岡駅（徒歩で約10分、車で数分）
- 万葉線 坂下町停留場（徒歩で数分）
- 能越自動車道 高岡インターチェンジ（車で約10分）